# سيرة بني هلال

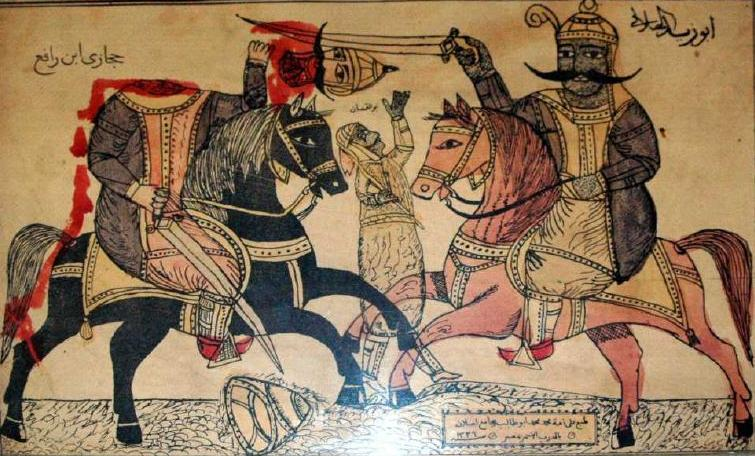
أبو زيد الهلالي يحارب حجازي بن نافع

السيرة الهلالية إحدى أشهر السير الشعبية العربية، وهي ملحمة طويلة تصف هجرة بني هلال، وتمتد لتشمل تغريبة بني هلال وخروجهم من ديارهم الخرمة وتربة في عالية نجد إلى تونس. هي السيرة الأقرب إلى ذاكرة الناس، والأكثر رسوخًا في الذاكرة الجمعية. وتبلغ نحو مليون بيت شعر. وإن أضفى عليها الخيال الشعبي ثوبًا فضفاضًا باعد بين الأحداث وبين واقعها، وبالغ في رسم الشخصيات.
ومن السيرة الهلالية تتفرع قصص كثيرة مثل قصة الأمير أبو زيد الهلالي وقصص أخته شيحة المشهورة بالدهاء والاحتيال، وسيرة الأمير ذياب بن غانم الهلالي، وقصة زهرة ومرعي. وغيرها من السير المتراصة التي تشكل في مجموعها ما يعرف بسيرة بني هلال. والسير الشعبية هي من أهم مصادر الثقافة في أرياف البلاد العربية، وخصوصًا إذا ما أخذنا في الاعتبار نسب الأمية المرتفعة. ويسمى المهتم بالسيرة الهلالية بالمضروب بالسيرة. ومنهم الشاعر الشعبي عبد الرحمن الأبنودي. هذه القصة الغنية بالشخصيات والأحداث والمواقف، تضفي على الأدب الشعبي لونًا خاصًا يمثل الحياة الاجتماعية والفكرية التي كان يعيشها الإنسان العربي في تلك الفترة من الزمن.

## وقائع تاريخية
بنو هلال قبيلة عربية تغلب عليها الفاطميون بعد عدائها لهم فنقلوها إلى صعيد مصر أول مرة ثم بدا لهم أن يتخلصوا منها نهائيا ومن أعدائهم في المغرب فسمحوا لها ولأحلافها بعبور النيل. وهكذا بدأت ملحمة دامت عدة قرون وكان ذلك عام 1149م.
قبائل هلال، وسليم، ودريد، والأثبج، ورياح، قد هاجرت من نجد من منتصف القرن الخامس الهجري، واستمرت موجات الزحف لما يقرب عن قرن. وقد استطاع عبد المؤمن بن علي قائد دولة الموحدين التصدي لها بعد أن وطن بعضها واستعان ببعضها على بعض.
وأصل الأمر أن هذا الزحف قد تم بتدبير الوزير اليازوري وزير الخليفة الفاطمي في مصر، والذي منح المعز بن باديس حاكم أفريقية عام 435 هـ لقب «شرف الدولة»، وبدلا من أن ينحاز «المعز» بعد هذه المنحة للخليفة الفاطمي، انحاز لعامة شعبه الذين قاموا بثورة ضد أصحاب المذهب الشيعي الإسماعيلي، وبالفعل أمام الثورة الشعبية نادى المعز بإتباع مذهب الإمام مالك وخطب في المساجد للخليفة العباسي القائم بأمر الله، واعترف له الأخير باستقلال المغرب تحت إمرته.
جن جنون الخليفة الفاطمي في مصر، مما يحتسبه نصرا للخليفة العباسي السني في بغداد، فأشار عليه الوزير اليازوري بتحريض قبائل نجد بالزحف على تونس، فكان ما كان. وتصدى لهذا الزحف المعز بجيش مؤلف من قبيلتي زناتة وصنهاجة، ويقال أن هروب زناتة بعد بطولات المعز هو ما حسم الأمر للغازين.
لكن السيرة لا تذكر شيئا عن الشيعي والسني والخليفة الفاطمي والعباسي، بل تقدم مبررا أخلاقيا لهذا الغزو، وإن نوهت ولو بشكل متوار على ما حدث، ففي السيرة أن «زناتة» أو الزناتي خليفة وحلفائه قد طمعوا في أرض يحكمها الأمير «عزيز الدين بن الملك جبر القريشي»، فاستولوا عليها بالخداع، فاستعان الشريف القريشي بأبناء عمومته من قبائل نجد، ليردوا الحق السليب لأصحابه الأشراف.

## محتوى السيرة
السيرة الهلالية تضم خمسة كتب، الكتاب الأول هو خضرة الشريفة ويتناول مأساة رزق بن نايل جرامون بن عامر بن هلال قائد الهلاليين وفارسهم وأميرهم، الذي تُعجب «خضرة» بخلقه وشهامته وفروسيته رغم أن فارق العمر بينهما 45 عامًا. والكتاب الثاني هو «أبو زيد في أرض العلامات» حيث أتمت خضرة خمس سنوات تحيا في منازل «الزحلان» في كنف الملك فاضل بن بيسم.
ويسرد هذا الكتاب ما حدث لأبي زيد في بلاد الزحلان من علو المجد والشأن وفي «مقتل السلطان سرحان» وهو الكتاب الثالث يتخفى أبو زيد في ملابس شاعر رباب ويدخل قصر حنظل بعد أن عرفت نساء بني هلال حقيقته وتكتشف عجاجة ابنة السلطان حنظل حقيقة الفارس الهلالي فتبلغ أباها الذي يعتقل غريم بني عقيل. ليقيد بالسلاسل ويلقي به في السجن انتظارًا لشنقه.
أما الكتاب الرابع (فرس جابر العقيلي) وكيف خاض أبو زيد الأهوال ليعود بالفرس التي حكت عنها الأجيال، وفيه يحتال الدرويش لدخول جناح الأميرة ليلضم لها عقدًا، ويقرأ لها الطالع وتكاد جارته أن تكتشف تسلله والهدف منه، لكنه يقنعها بدروشته وفقره وبالرشوة أيضًا، بأن أسئلته عن «الخيمة المتبوعة» إنما هي من قبيل الفضول. وفي الكتاب الخامس (أبو زيد وعالية العقيلية) وكيف أسرت أبو زيد بجمالها وكيف ناضل إلى أن اقترن بها وفيه ليلة وداع البطل لعالية العقيلية حيث أولمت الولائم ووجهت الدعوة لحراس فرس والدها الملك (السلطان) جابر العقيلي، ووضعت في المنان مخدرًا قويًا لينام الحراس كي يتمكن أبو زيد من امتطاء الفرس والانطلاق إلى خارج المدينة.

### محور السيرة
يتمحور موضوع السيرة الهلالية عن التجربة الحياتية للحلف الهلالي المكون من قبائل نجد المقاتلة والمدافعة عن قيم الأمة وشرفها. وكعادة الملاحم، هي تستنهض الأمم بذكر أمجادها العسكرية، وبطولات القادة الذين أنجبتهم أرضها في السلم والحرب. وتعيد السيرة الشعبية تاريخ الأمة وتفسره بطريقة فنية حسب معتقدات البسطاء.
«هلال» الجد البعيد الذي تنتسب له القبيلة المحاربة قبيلة «بني هلال» هو أحد رجال الإسلام الذين أبلوا أحسن البلاء في الدفاع عن الرسول في غزوة تبوك - هذا ما تذكره السيرة وإن كان غير صحيح - فاستحق بذلك التمجيد، ونال نسله فخر البطولة وشرف الفروسية. وفي اللحظة التي تبدأ فيها السيرة، يكون فارس بني هلال المغوار هو «رزق بن نايل بن جرامون بن عامر بن هلال»، حامي حمي الحلف الهلالي.
وعبر ملابسات معينة يتزوج «رزق» من «خضرة الشريفة» ابنة الأمير «قرضة الشريف» حامي الحرمين وحامل مفتاح الروضة الشريفة، وينجب منها «أبو زيد الهلالي سلامة»، ليكون بذلك جامعا لطرفي المجد، فهو بذلك شريف من نسل النبي يأخذ ويرث من ناحية أمه الحكمة والعلم، ومن ناحية أبيه مجد البطولة وعنفوان الفروسية.
ولكن ينكر رزق نسب ابنه أبو زيد ويتهم أمه خضرة بالزنا وطردها من مضارب القبيلة وابنها لم يتجاوز 7 أيام، فتربيه أمه على الفروسية من صغره بعد أن تلجأ لحاكم مدينة العلامات الملك فاضل الزحلاني وتظهر على أبو زيد علامات النبوغ وهو طفل صغير، ويستطيع في طفولته أن يخوض صراعا مع بنى عقيل أعداء أهله بني هلال، حتى يستعين مشرف العقيلي على أبو زيد بعدد من فرسان بني هلال ومنهم عم أبو زيد الأمير عسقل الذي ساهم في طرد خضرة الشريفة من مضارب الهلالية ويحارب أبو زيد فرسان الهلالية ويقتل عمه الظالم عسقل ويأتي لأمه بحقها بعد أن يعنف أباه الأمير رزق بن نايل ويحكم على بني هلال أن تعود أمه خضرة الشريفة على بساط من حرير تأكيدا لبراءتها.
ويعود أبو زيد إلى أهله بني هلال ليصبح فارسها المغوار وليقاتل العدو الأجنبي اليونانيين الذين هاجموا الأراضي العربية، وتتوالى مغامرات أبو زيد الهلالي ويخوض تغريبة طويلة مع بني هلال عندما يرحلون غربا بحثا عن المرعى بعد ثمان سنوات من الجفاف لتتوالى فصول سيرته ليرحل إلى تونس ومعه أبناء الأمير حسن مرعي ويحيى ويونس وتتوالى القصص الفرعية من مقتل مرعي وحب يونس لعزيزة والصدام الكبير بين أبو زيد وحاكم تونس خليفة الزناتي أو حسب الرواية الشعبية الزناتي خليفة وتقوم الحرب بين بني هلال وحلفائهم قبائل الزغابة من جهة وبين بني قابس بزعامة خليفة الزناتي وأشجع فرسانه المسمى بالعلام من جهة أخرى بعد أن رفض الزناتي أن يحصل بنو هلال على المرعى في أراضيه، لينال جزاءه مقتولا على يد دياب بن غانم كما تنبأت سعدى الزناتي.
و «التغريبة» هي موجة هجرة كبيرة قامت بها قبائل من نجد مخترقة مصر عابرة إلى شمال أفريقيا، بعد ما مر بهذه الأرض من مجاعة أهلكت الجميع. واستوطنت تلك القبائل أرض تونس، بعد أن زحفت إليها تسوق رجالها ونساءها.

## التغريبة ورواياتها
تحمل أي سيرة عادة اسم البطل، مثل سيرة عنترة بن شداد، سيرة الأمير سيف بن ذي يزن، أو سيرة الظاهر بيبرس، أو سيرة ذات الهمة، لكننا لا نجد هذا الأمر في السيرة الهلالية، يختلف البطل حسب المنطقة الجغرافية، ففي شرق الوطن العربي بطل السيرة هو أبو زيد الهلالي سلامة. في بلاد المغرب يصبح الزناتي خليفة. أما في الجنوب فهو ذياب بن غانم.
يختلف منظور السيرة حسب زاوية النظر، الرواية في الشرق بطلها أبو زيد الهلالي سلامة، الفارس الأسود، الذي تتهم أمه في شرفها لسواده وهي التي دعت الله أن يهبها غلاما يماثل الطائر الأسود القوي الذي رأته واختارته. في بلاد المغرب الزناتي يظهر أقوى وأروع آيات البطولة، ثم المقاومة بعد الاحتلال، وهو نموذج البطل الشعبي المناضل في السيرة. فالروايتان لا تقللان أبدا من قدر بطولة البطل الآخر، مع الاحتفاظ بكونه العدو. بل إن الرواية المغربية تعطي أبا زيد من الأوصاف والمقدرة والبطولة ما تجعله لا يهزم البشر فحسب بل الجان كذلك. كما أن الرواية الشرقية تعطي الزناتي من أبيات المدح في مآثره وشجاعته وجسارته ما يفوق الأخرى، كذلك فإن كلا البطلين لا ينكران قيمة الآخر، بل يكيلان المديح لبطولة الآخر.
الرواية الثالثة في الجنوب تنتصر لـذياب بن غانم. فذياب بن غانم هلالي، من الزغابة، وزغب هي قبيلة من قبائل بني هلال ويعود نسبها إلى زغبـة بن أبي ربيعـة بن نهيك بن هـلال بن عامـر بن صعصعـه، وذياب مع قوته وعنفوانه يحاول دائما الاستيلاء على السلطة في غيبة أبي زيد الذي يردعه، وهو نفس ما يفعله في تونس مع «الزناتي»، لكن رواية الجنوب لا تراه رمز الخسة والبطش، بل تراه البطل المناوئ، هو ليس من السادة والأكابر، وليس من بيت الحكم، لكنه الأمل الذي يمكن للصاعد من أسفل إذا ما أجتهد أن يناله فيكون بذلك قد نال ما يستحق.

### الموروث الشعبي
رواة سيرة بني هلال الشعبية هم من العامة والذين لا يقرأون ولا يكتبون في غالب الأمر، وإنما تناقلونها خلفًا عن سلف. ولو قمنا بمقارنة بين ما بقي من أحداث هذه السيرة الشعبية في الذاكرة الجماعية وبين ما تتداول في الأسواق من كتب السيرة الهلالية لوجدنا إنهما يشتركان في شخوص وأبطال تلك السيرة الشعبية والخطوط العريضة لتلك السيرة، ولكنهما يختلفان في الكثير من التفاصيل الخاصة بها.
كان الراوي أو الحكواتي يحكي تفاصيل أخبارها وبطولات فرسانها وشجاعة شخصيّاتها، فتملأ نفوسهم بالعزّة والأنفة، مغتبطين بنصر هؤلاء الأبطال على أعدائهم، في كلّ حلّ وترحال، أو لقاء في ساحات القتال. الشعب العربي كان ولا يزال شديد التمسك بسيرة بني هلال كثير الإقبال على مطالعتها، يجعلها حديث لياليه، ويمجد أبطالها ويتعصب لهم ويرى فيهم آماله ومثله العليا، ولا شك أن شخصية أخيل اليوناني وأوروما الهندي أو رستم الفارسي هي بالنسبة إلى قومه كشخصية أبي زيد الهلالي بالنسبة إلى العرب.
يحكي الراوي سيرة بني هلال التي شكلت جزءًا كبيرًا من الذاكرة الشعبية، بما زخرت به من أحداث، وبما حملته من صفات بطولية ومن صفات الكرم والشجاعة والمروءة والأخلاق الحميدة وتلك الأخلاق والشيم العربية التي تحلّى بها أبطال تلك الحكايات، فكان النصر دائمًا للخير وأصحابه والهزيمة والفشل دائمًا للشر وأعوانه:

"قال الراوي: بعد وفاة الزير أبي ليلى المهلهل وضعت امرأة الأوس غلامًا سمّوه عامرًا وعندما بلغ سن الرجولة تزوج بامرأة من أشراف العرب فولدت له غلامًا في نفس الليلة التي مات فيها جده الجرو فسمّاه هلالًا؛ وهو جدّ بني هلال، وكان متصفًا بالفشل والأدب. ولما كبر الأمير هلال تزوج بامرأة بديعة في الجمال فولدت غلامًا سماه المنذر. واتفق أن هلالًا زار مكة في أربعمائة فارس وطافوا حول البيت وتشرف بمقابلة النبي المختار فأمره النبي (صلى الله عليه وسلم) أن ينزل في وادي العباس. وكان النبي يحارب بعض العشائر المعادية له فعاونه الأمير هلال، ومدّه بالعساكر. وكانت فاطمة الزهراء راكبة على جمل في الهودج فلما رأت هول القتال ومصارعة الأبطال؛ حوّلت راحلتها لتبتعد عن القتال، فشرد بها الجمل في البر، فدعت على الذي كان السبب بالبلاد والشتات. فقال لها أبوها: ادعي لهم بالانتصار فهم بنو هلال الأخيار، وهم لنا من جملة الأحباب والأنصار. فدعت لهم بالنصر فنفذ فيهم دعاؤها بالتشتيت والنصر. ثم رحل الأمير هلال إلى وادي العباس وعسكر في تلك النواحي. ولما سمعت به العربان تواردت إليه من جميع الجهات، فكثرت عند الأصحاب والأنصار. وكان له ولد حلو الشمائل وكان فارسًا مشهورًا وبطلًا عنيدًا اسمه المنذر. قال الراوي: بينما كان المنذر جالسًا في نافذة قصيرة، رأى ابنة قاهر الرجال تخطر أمامه وهي تميس حسنًا ودلالًا فعشقها..".

يطلق لفظ مضروب بالسيرة على المهتم بالسيرة الهلالية سواء بالحفظ أو الجمع أو الرواية، وهي أحد السير التي توارثتها الأجيال جيلاً بعد جيل.
انظر: شعراء السيرة الهلالية.

## السيرة الهلالية بين السير الأخرى
- سيرة سيف بن ذي يزن
- ولا تناهز السيرة الهلالية طولًا إلا سيرة مناس القيرغيزية، التي تتعدى مليوني بيت شعر.

## وصلات خارجية
- السيرة الهلالية والشعر والفن مجلة العربي.